# La Aldea, Aramberri
La Aldea är en ort i Mexiko.   Den ligger i kommunen Aramberri och delstaten Nuevo León, i den centrala delen av landet, 500 km norr om huvudstaden Mexico City. La Aldea ligger 1 124 meter över havet och antalet invånare är 250.
Terrängen runt La Aldea är kuperad åt nordväst, men åt sydost är den bergig. La Aldea ligger nere i en dal. Runt La Aldea är det mycket glesbefolkat, med 4 invånare per kvadratkilometer. La Aldea är det största samhället i trakten. I omgivningarna runt La Aldea växer huvudsakligen savannskog.